# 24 Direkt
24 Direkt var ett tv-program som sändes i SVT 24 och i SVT2. Programmet består av oredigerade sändningar från politiska evenemang och seminarier, direkt eller i repris. Oftast saknas helt kommentarer från redaktionen, och en sändning från ett evenemang kan avbrytas mitt i ett anförande när det är tid för nyhetssändning eller när programtiden har gått ut.
Från 18 januari 2010 började tv-programmet sändas i Kunskapskanalen under namnet SVT Forum. Delar av utbudet som inte direkt rörde de politiska arenorna började då sändas i det nystartade programmet UR Samtiden i Kunskapskanalen, producerat av Utbildningsradion.  
Programmet började sändas i februari 2003 och sändes då på dagtid 9.30-17.00. Man delade programutrymme under dagarna med andra program. Till hösten gjordes programmen om och 24 Direkt fick disponera hela sändningsutrymmet mellan 9.30 och 16.00.
Redaktionen bestod vid början av Karin Andersson, Nedjma Chaouche, Barbro Hård, Arvid Lagercrantz och Erik Fichtelius, som även är projektledare. Barbro Hård och Nedjma Chaouche lämnade senare redaktionen. Medarbetare har sedan bland annat varit Christian Peters, Anita Hallberg Egervall, Stefan Rehnman, Lena Allerstam som var projektledare 2005-2007, Mattias Forsgren.